# Tanganasoga
Tanganasoga – główny wulkan w obszarze El Golfo na wyspie El Hierro (najmniejszej w archipelagu Wysp Kanaryjskich). Posiada formę cylindrycznego stożka. Wulkan jest częścią większego systemu wulkanicznego typu tarczowego.

## Wulkan
El Hierro jest wyspą o powierzchni 278,5 km². Powstała około 1,2 mln lat temu po trzech kolejnych erupcjach wulkanu. Wyspa wyłoniła się z oceanu w postaci trójkąta z zastygłych skał bazaltowych; zwieńczona jest wulkanicznym stożkiem na wysokości 2000 metrów. Przy stałej aktywności wulkanicznej wyspa rozszerza się, posiadając największą liczbę wulkanów na Wyspach Kanaryjskich (ponad 500 otworów i 300 pokrytych młodszymi osadami), razem z 70 jaskiniami i wulkanicznymi galeriami, w tym Cueva de Don Justo, której kanały mają ponad 6 km długości. Osuwiska zmniejszają znacznie wymiary i wysokość wyspy. Tanganasoga to główny wulkan na wyspie.

### Osuwiska

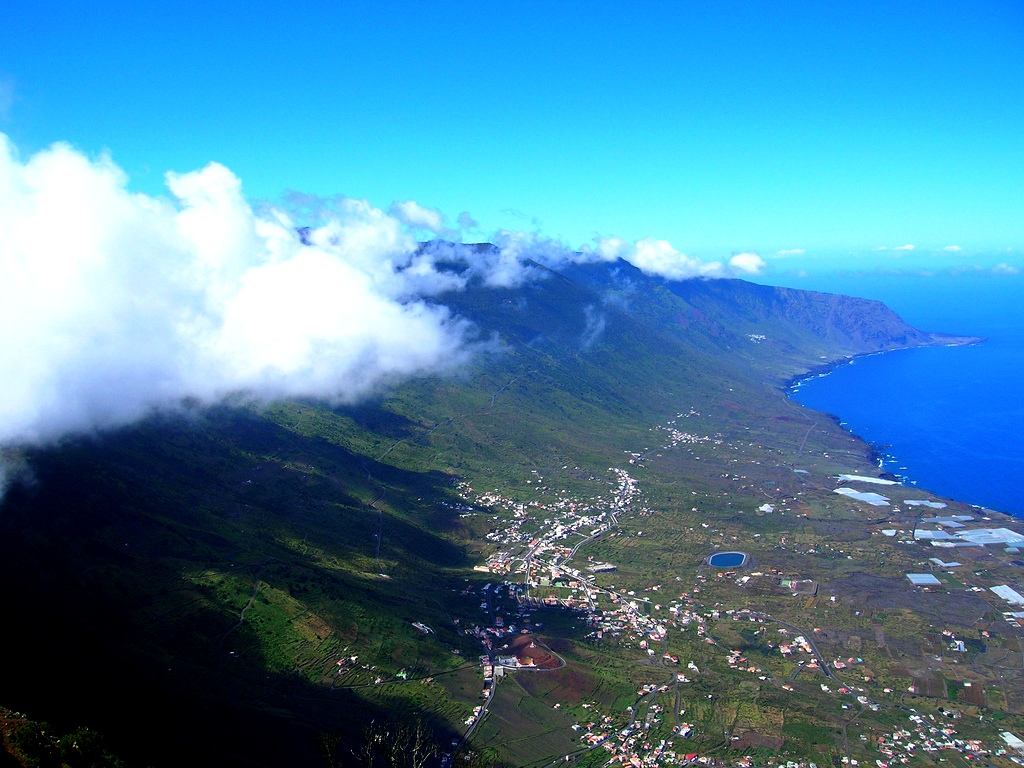
El Golfo, skarpa osuwiska na El Hierro. Tanganasoga jako centralny szczyt na zdjęciu, częściowo w chmurach

Znane są co najmniej trzy duże grawitacyjne osuwiska, które uformowały obecny kształt El Hierro w ciągu ostatnich kilkuset tysięcy lat. Najnowszym z nich było osuwisko w rejonie El Golfo, które miało miejsce ok. 15 tys. lat temu, z udziałem osunięcia się północnego zbocza wyspy. Osuwiska uformowały dolinę El Golfo i utworzyły osuwisko okruchów skalnych o objętości 150–180 km³. Turbitydowe osady związane z tym osuwiskiem zostały zlokalizowane w odwiertach osadów w basenie Agadir, na północ od Wysp Kanaryjskich. Szczegółowa analiza tych złóż świadczy o tym, że osunięcie zbocza wyspy nie wystąpiło jednorazowo, lecz następował szereg drobnych osunięć w ciągu kilku godzin lub dni. Osuwiska te spowodowały prawdopodobnie lokalne tsunami, ale nie stwierdzono żadnych dowodów na potwierdzenie wystąpienia tego zjawiska.

## Niedawna aktywność wulkaniczna
Być może ze względu na izolację wyspy tylko jeden wybuch został na niej zarejestrowany. Było to związane z uaktywnieniem się otworu Volcan de Lomo-Negro w kompleksie Tanganasoga w roku 1793. Erupcja ta trwała miesiąc.
Uważa się, że w latach 2011–2012 aktywność wulkaniczna na wyspie El Hierro w La Restindze, w jej południowej części, jest częścią kompleksu wulkanicznego Tanganasoga. Powodem do takiego sądu była szybka deformacja Tanganasogi odnotowana od października 2011 do marca 2012 w czasie erupcji La Restingi, a w czerwcu 2012 roku odznaczył się nowy etap w jej aktywności, kiedy górę nawiedziło trzęsienie ziemi, które spowodowało dalszą jej deformację, wskazując na ruchy wgłębne magmy pod samym wulkanem.